# День пам'яті (США)

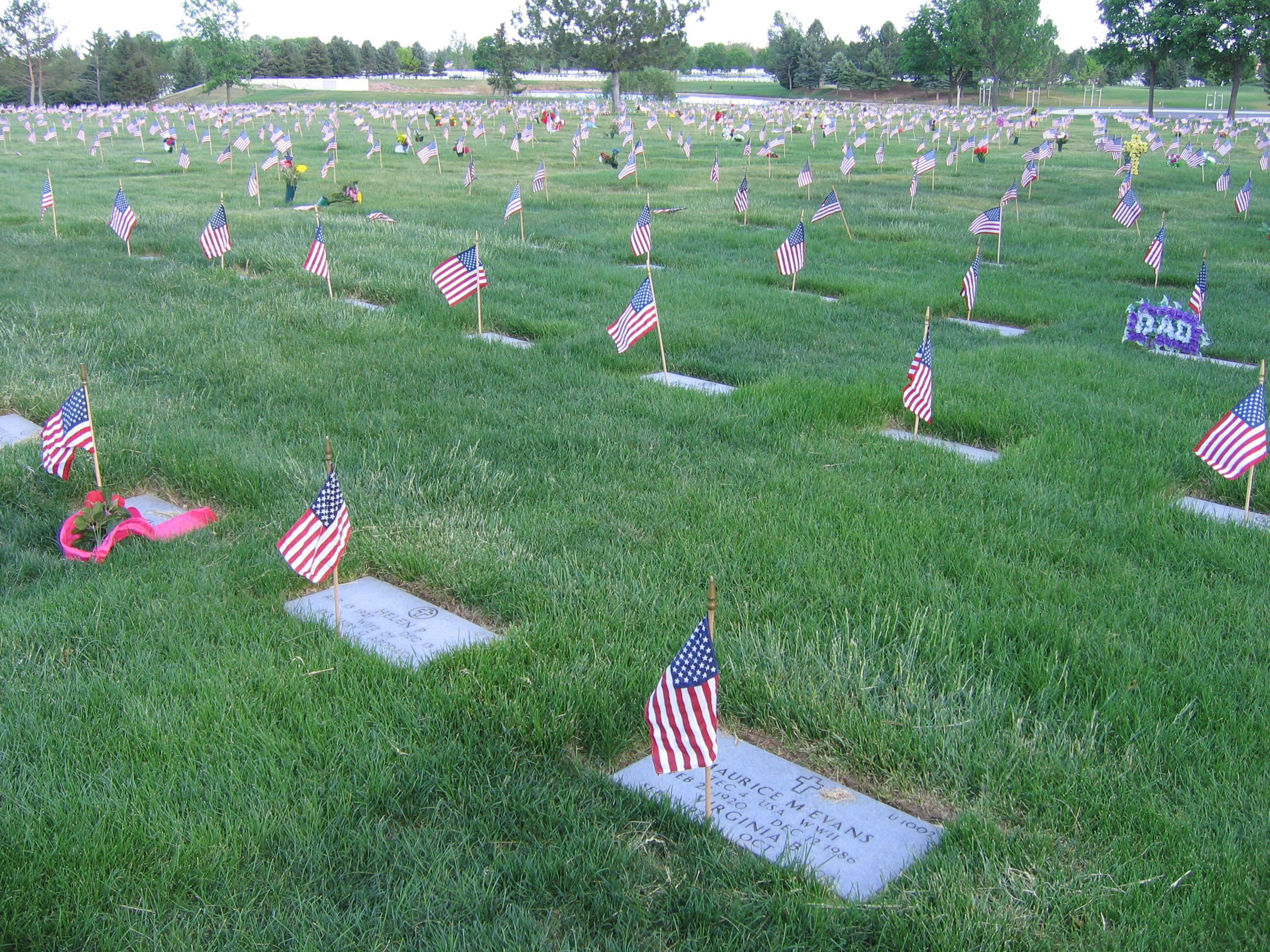
Прапорці на національному кладовищі Форт Логан, День пам'яті 2006

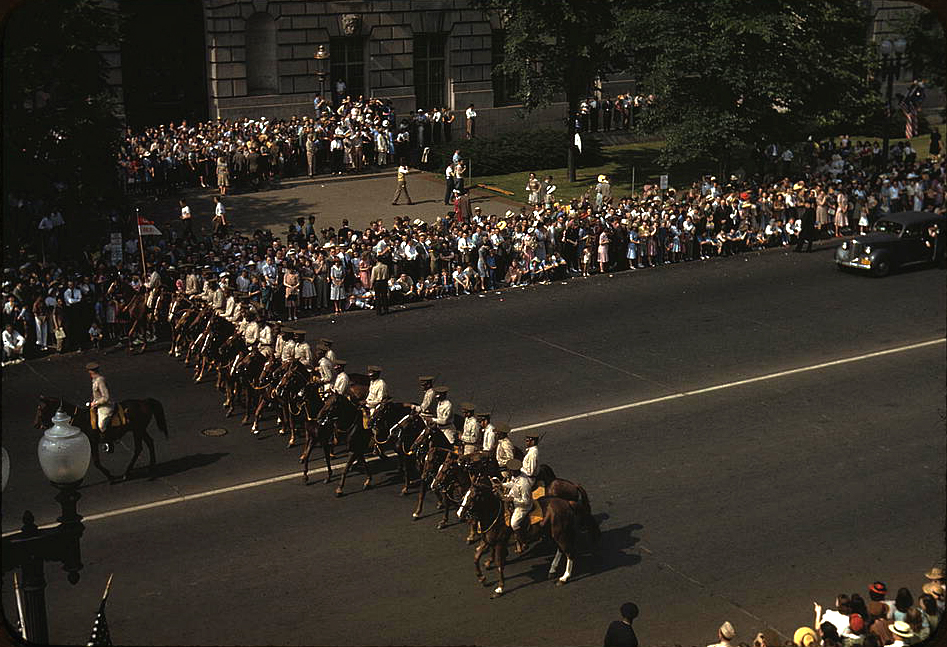
Парад на честь Дня пам'яті у Вашингтоні, 1942 р.

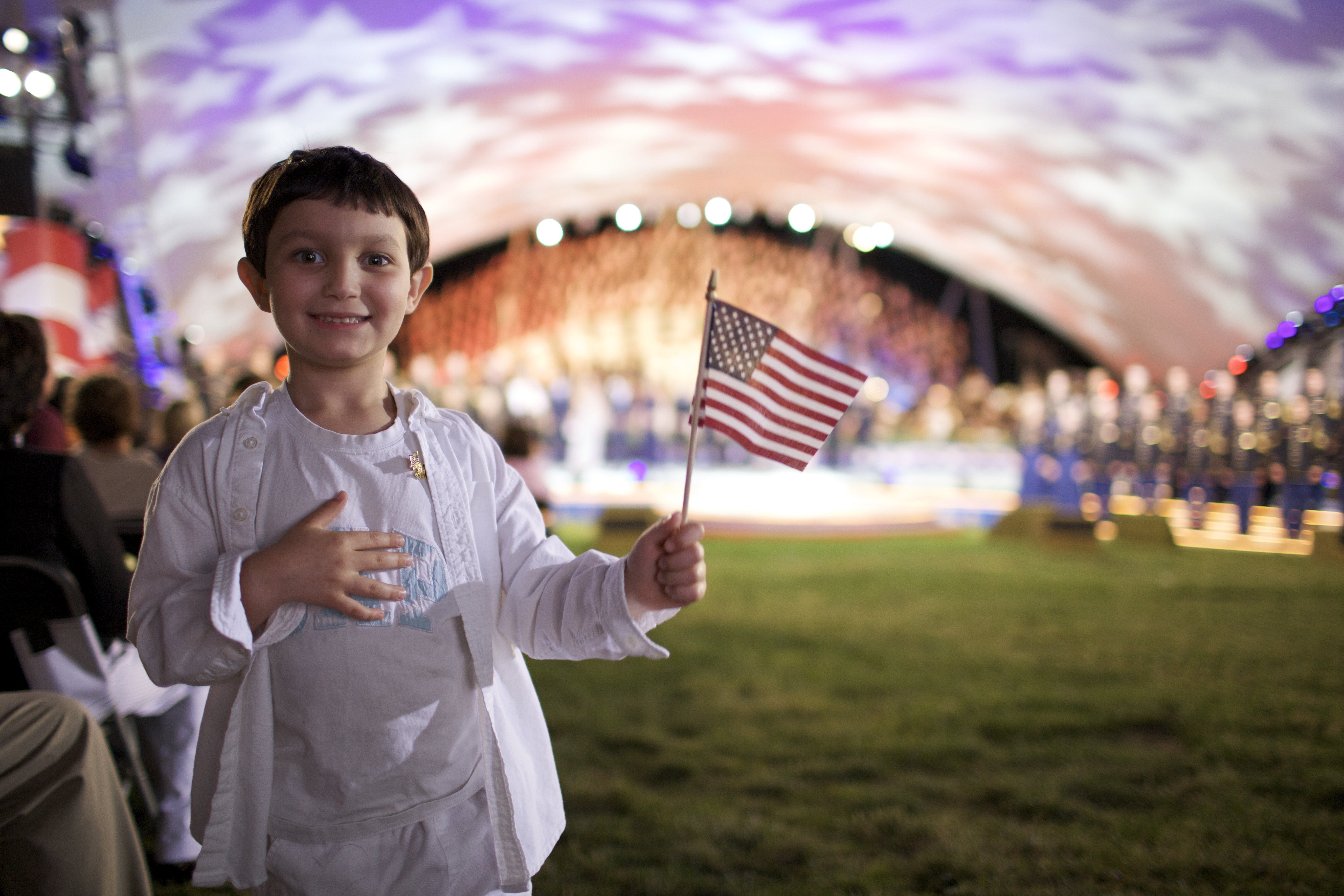
Хлопчик, що тримає прапорець на концерті на честь Дня пам'яті 2009, західна галявина Капітолія

День пам'яті (англ. Memorial Day) — національне свято США, відзначається щорічно в останній понеділок травня. Цей день присвячений пам'яті американських військовослужбовців, що загинули у всіх війнах і збройних конфліктах, в яких США брали участь.
Свято зародилося після Громадянської війни в США і спочатку було присвячене ветеранам-жителям півночі, що загинули в цій війні. Після Першої світової війни у цей день стали згадувати солдатів, загиблих також в інших військових конфліктах. З 1971 року День пам'яті офіційно став національним святом США. У цей день американці відвідують кладовища та військові меморіали; прапор США приспущено до полудня за місцевим часом. Багато американців вважають День пам'яті фактичним початком літа. Традиційно він супроводжується сімейними заходами, пікніками і спортивними подіями.

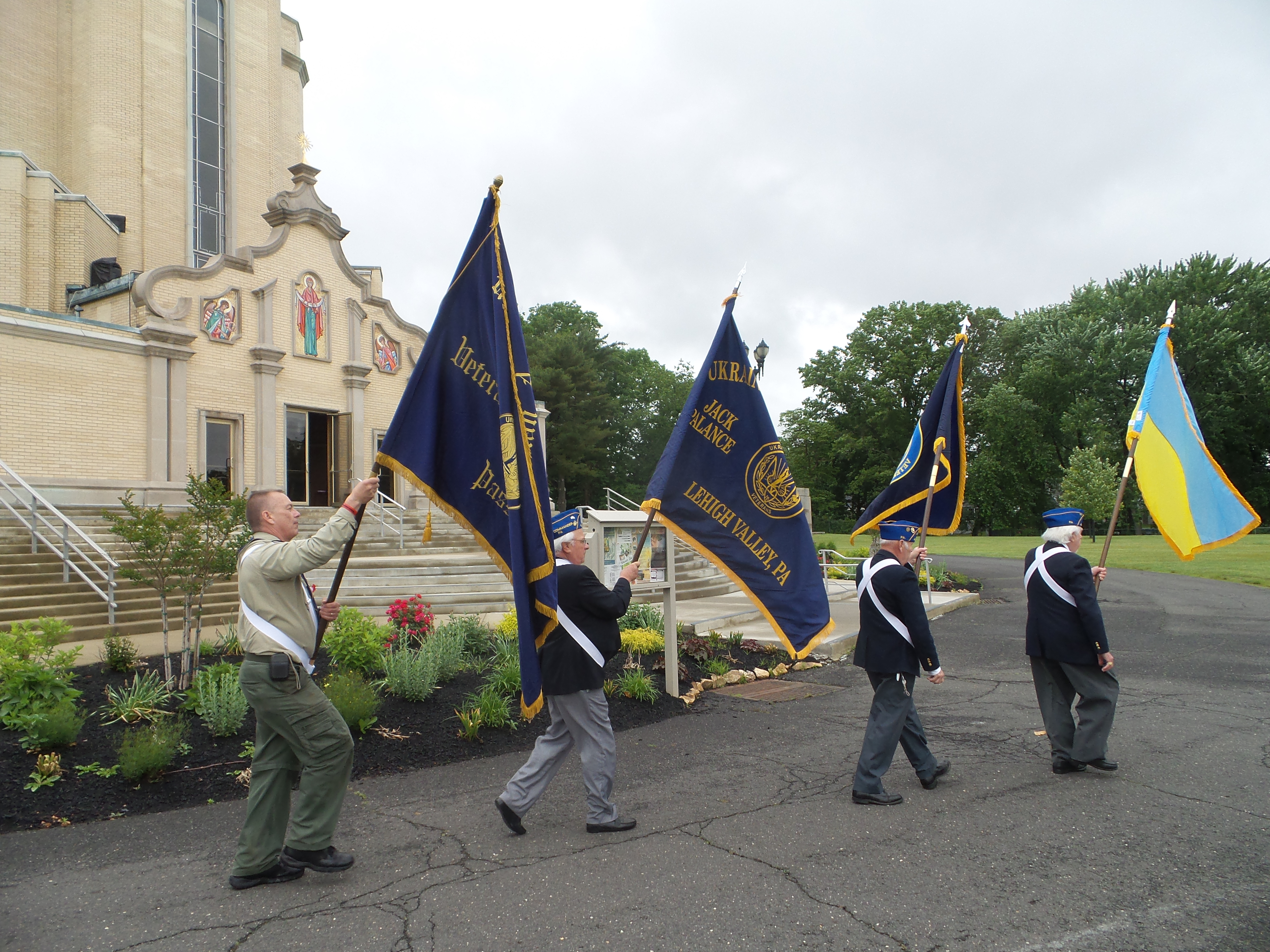
Американські ветерани українського походження відзначають День пам'яті США. Містечко Саут-Баунд-Брук, штат Нью-Джерсі, 2017 р.

Схожим американським святом є День ветеранів, що відзначається 11 листопада. Цей день присвячений всім ветеранам воєн, живим і мертвим.